# Katedrála v Lausanne
Katedrála Notre Dame je gotický kostel ve švýcarském městě Lausanne. Stavba chrámu začala v roce 1170, dokončen byl roku 1235, vysvěcen 1275. Architektem byl Jean Cotereel. V 18. a 19. století udělal stavební úpravy slavný francouzský architekt Eugène Viollet-le-Duc. Původně byl kostel katolický, od reformace je protestantský. Dochovaly se původní malby (jakkoli v časech počátků obrazoborecké reformace zakryté) a vyřezávané lavice. V roce 2003 získala katedrála nové varhany, za cenu 6 miliónů švýcarských franků.